# سعد علي
سعد علي (5 أكتوبر 1993 في باكستان - ) هو لاعب كريكت باكستاني. لعب مع Quetta Gladiators ‏ وIslamabad cricket team ‏.

## وصلات خارجية
- سعد علي على موقع إي آس بي آن كريك إنفو (الإنجليزية)